# Schwingungskalibrator

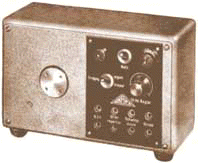
Schwingungskalibrator um 1960

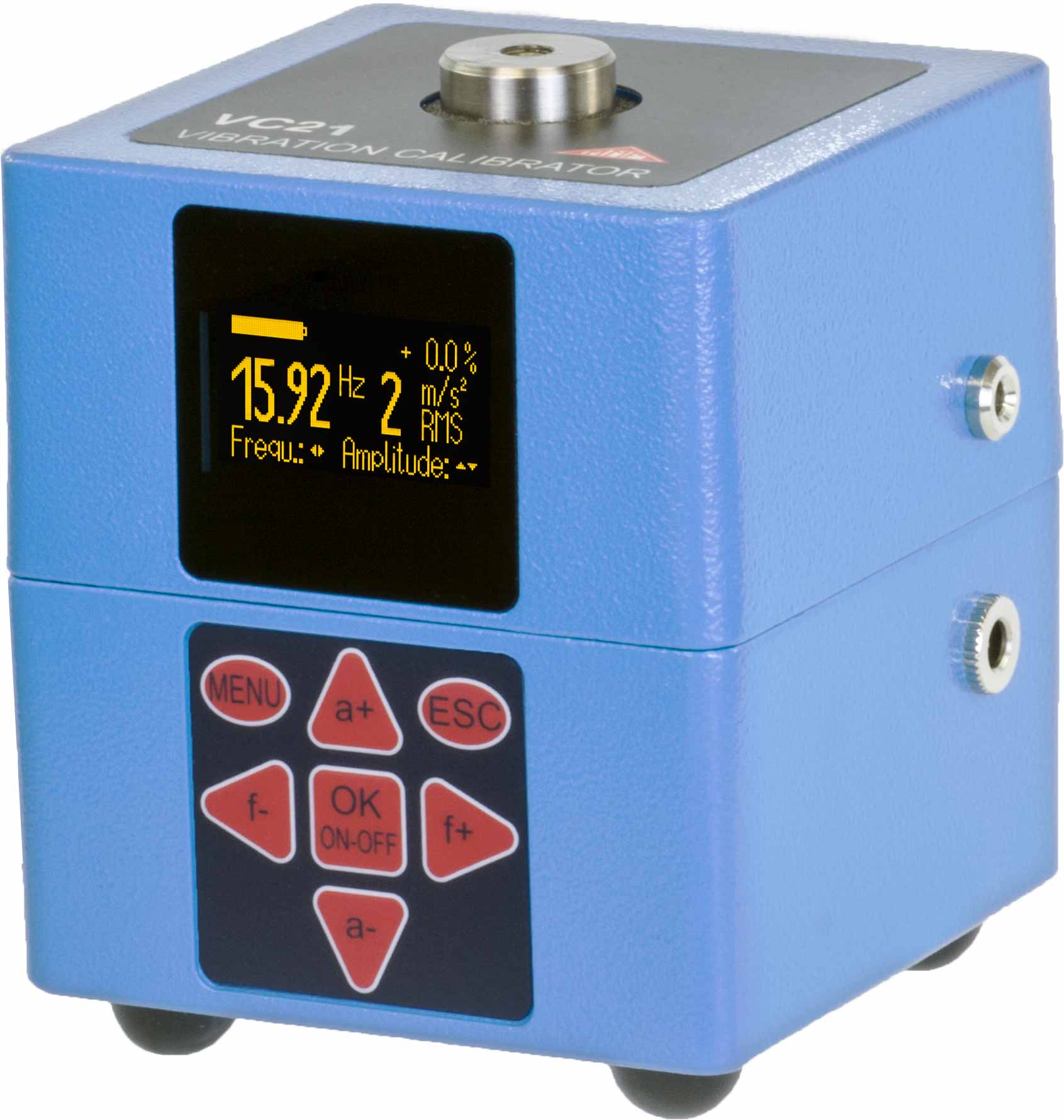
Moderner Schwingungskalibrator für Frequenzen von 16 bis 1280 Hz

Schwingungskalibratoren (auch Eichtische oder Körperschallkalibratoren) sind elektromechanische Geräte, die zur rückführbaren Kalibrierung von Schwingungssensoren und Schwingungsmessgeräten dienen. Sie erzeugen ein sinusförmiges mechanisches Schwingsignal mit bekannter Amplitude und Frequenz. Der schwingende Teil ist meist ein runder Stahlbolzen mit Innengewinde zur Befestigung des Prüflings. Zur Schwingungserzeugung kommen elektrodynamische oder piezoaktuatorische Systeme zum Einsatz. Bei älteren Geräten musste die Schwingamplitude je nach Masse des Prüflings manuell eingestellt werden. Moderne Schwingungskalibratoren besitzen einen eingebauten Referenz-Schwingungssensor und eine Regelschleife, wodurch die Amplitude bis zu einer gewissen Prüflingsmasse konstant gehalten wird. Ältere Modelle erlauben die Kalibrierung von Objekten bis etwa 100 g, während aktuelle Geräte bis über 500 g stabil arbeiten.
Schwingungskalibratoren werden häufig für die Überprüfung von Schwingungssensoren und Schwingungsmessgeräten vor Ort eingesetzt und sind daher in der Regel transportabel und batteriebetrieben.
Die am häufigsten anzutreffende Schwingfrequenz bei Kalibratoren ist 159,2 Hz, was einer Kreisfrequenz von 1000 rad/s entspricht. Bei älteren Geräten sind zum Teil auch 79,6 Hz (500 rad/s) üblich. Da bei Sinussignalen der Schwingweg, die Schwinggeschwindigkeit und die Schwingbeschleunigung jeweils über den Faktor der Kreisfrequenz miteinander verknüpft sind, ergeben sich bei dieser Frequenz vorteilhafterweise gleiche Zahlenwerte für die Amplituden der drei Schwinggrößen. Zum Beispiel entspricht eine Schwingbeschleunigung von 10 m/s² bei 159,2 Hz einer Schwinggeschwindigkeit von 10 mm/s und einem Schwingweg von 10 µm.
Einige Geräte erlauben es, zwischen mehreren Frequenzen zu wählen oder einen bestimmten Frequenzbereich feinstufig durchzustimmen. Marktüblich sind Frequenzen zwischen 16 Hz und 10 kHz.
Schwingungskalibratoren besitzen vereinzelt auch einen Messkanal zum Anschluss unterschiedlicher Typen von Schwingungssensoren sowie eine Anzeige zum Ablesen der Empfindlichkeit.
Eine Anleitung zur Kalibrierung von Schwingungskalibratoren gibt die Norm DIN ISO 16063-44.